# Dean Furman
Dean Furman (Fokváros, 1988. június 22. –) angol származású dél-afrikai válogatott labdarúgó, az angol Doncaster Rovers középpályása.

## Pályafutása
2008–09-ben a skót Rangers labdarúgója volt, de közben kölcsönben az angol Bradford City csapatában is szerepelt. 2009–2013 között az angol Oldham Athletic játékosa volt és 2013-ben kölcsöben a Doncaster Rovers együttesében játszott. 2013–2015 között a Doncaster Rovers labdarúgója volt.
2012–2020 között 58 alkalommal szerepelt a dél-afrikai válogatottban és négy gólt szerzett.